# Venezuelasylf
Venezuelasylf (Aglaiocercus berlepschi) är en fågel i familjen kolibrier.

## Utseende
Venezuelasylfen är en praktfull kolibri med hos hanen mycket förlängda yttre stjärtpennor. Det syns tydligt i kroppslängden, där hanen är 22 cm lång (varav stjärten 14-15 cm) och honan endast 9,5–11 cm.
Hanen har kort svart näbb, grönglänsande ovansida med mörkare grönglittrande hjässa. Undersidan är bronsgrön med lysande blått på strupen. De extremt långa och breda yttre stjärtpennorna är djupt violetta innerst och blå längst ut, medan de kortare mittersta pennorna är gröna.
Honan är grönglänsande ovan med blå hjässa. På undersidan är den vit på strupe, bröst och buk, på flankerna grön. Den något kluvna stjärten är grön och mycket kortare än hanens.
Arten är mycket lik grönstjärtad sylf, men nominatformen och underarten margarethae av denna art har blått på hjässan och gröna spetsar på stjärtpennorna hos hanen, medan honan är kanelbrun under. Underarten caudatus har helblå stjärt och saknar blått på strupen.

## Utbredning och systematik
Fågeln lever i bergsområdena Sucre och Monagas i nordöstra Venezuela. Den behandlas som monotypisk, det vill säga att den inte delas in i några underarter.

## Status
Internationella naturvårdsunionen (IUCN) kategoriserar arten som sårbar.

## Namn
Sylf betecknar ett andeväsen som förknippas med luften. Den kvinnliga motsvarigheten kallas sylfid. Inom vissa neopaganistiska religioner eller liknande anses sylfider/sylfer vara en av fyra grupper av elementarväsen. Sylferna representerar då luften. Fågelns vetenskapliga artnamn hedrar den tyske ornitologen Hans von Berlepsch (1850-1915).